# Biserica de lemn din Jupânești, Argeș

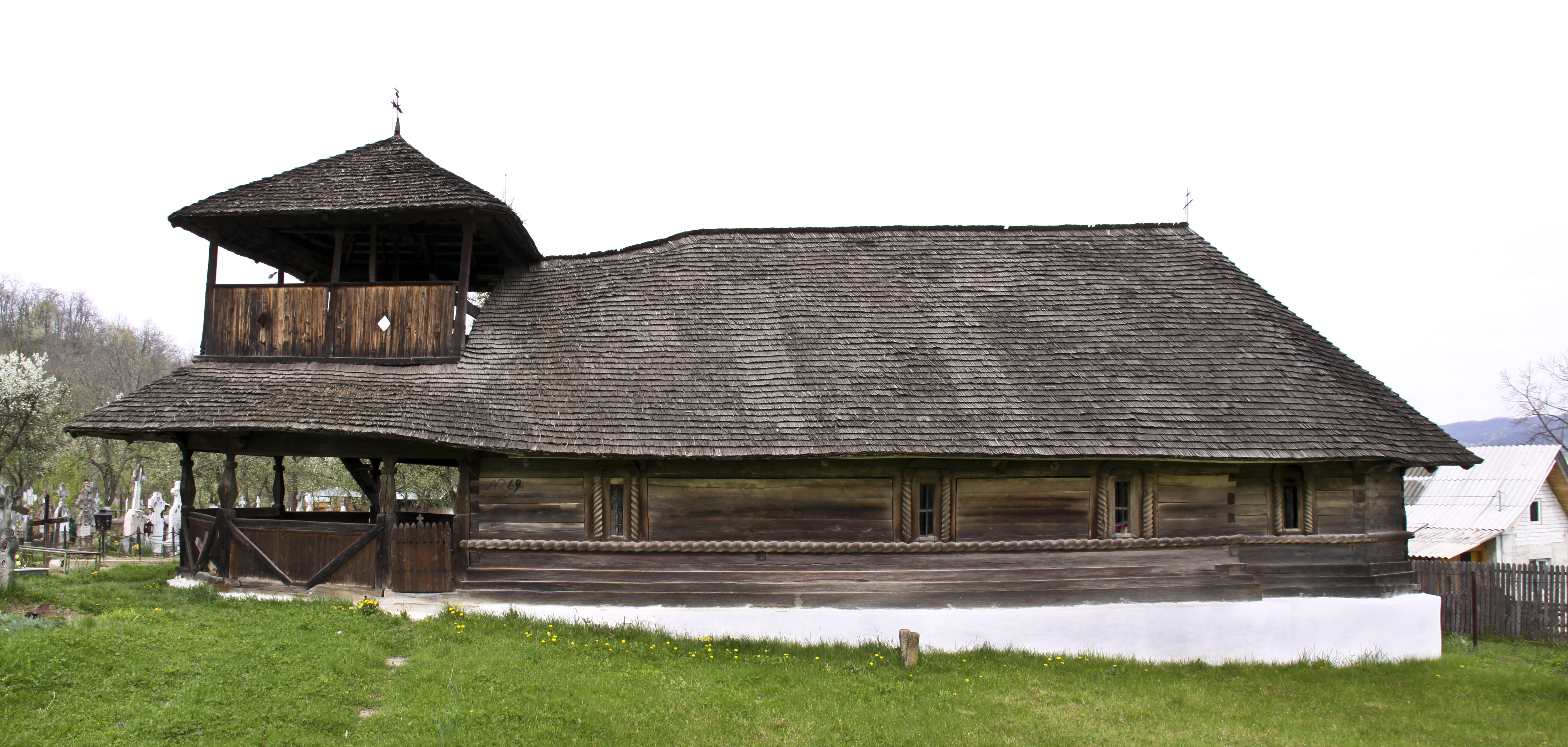
Biserica de lemn din Jupânești, latura de nord, foto: aprilie 2010

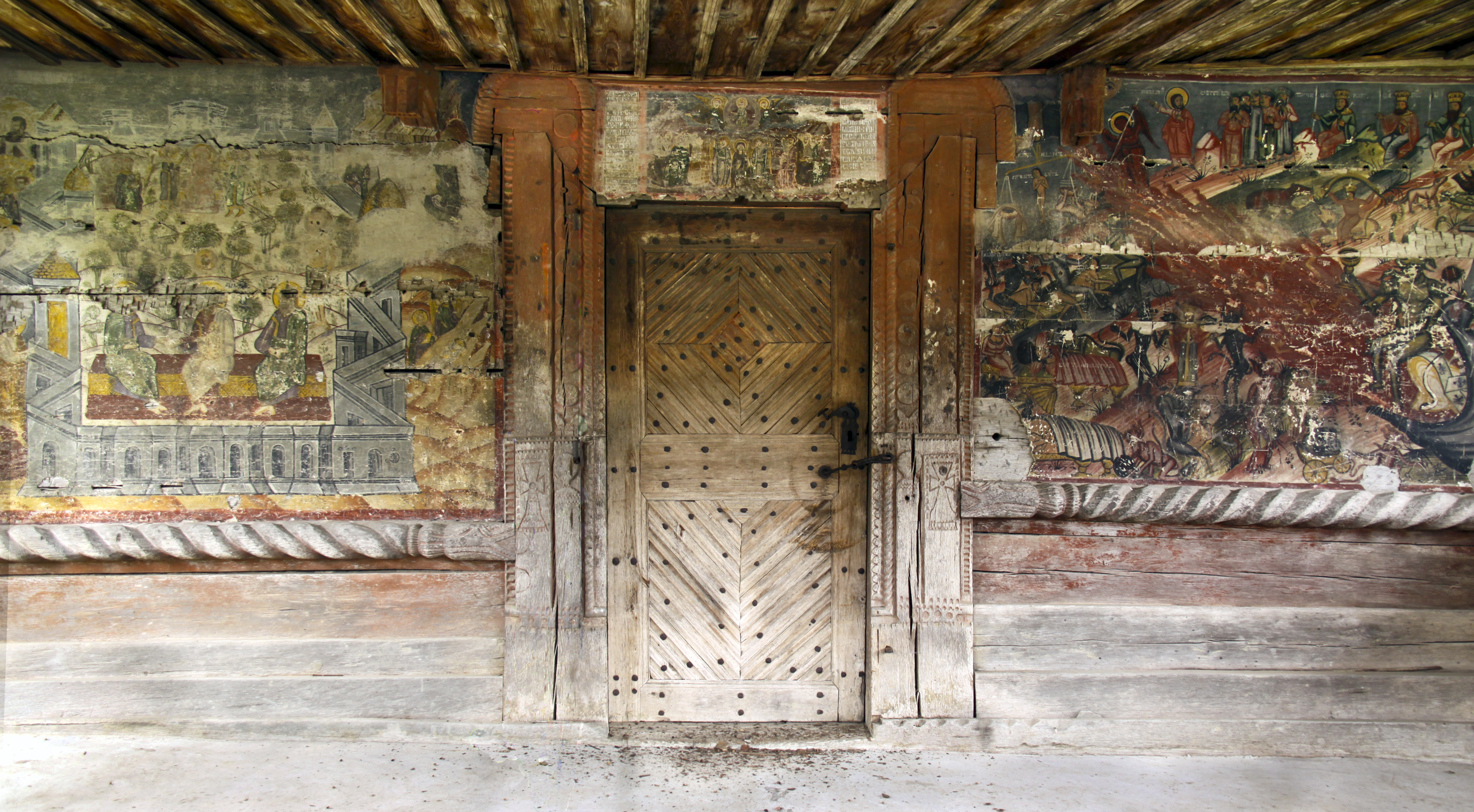
Intrarea în biserică, foto: aprilie 2010

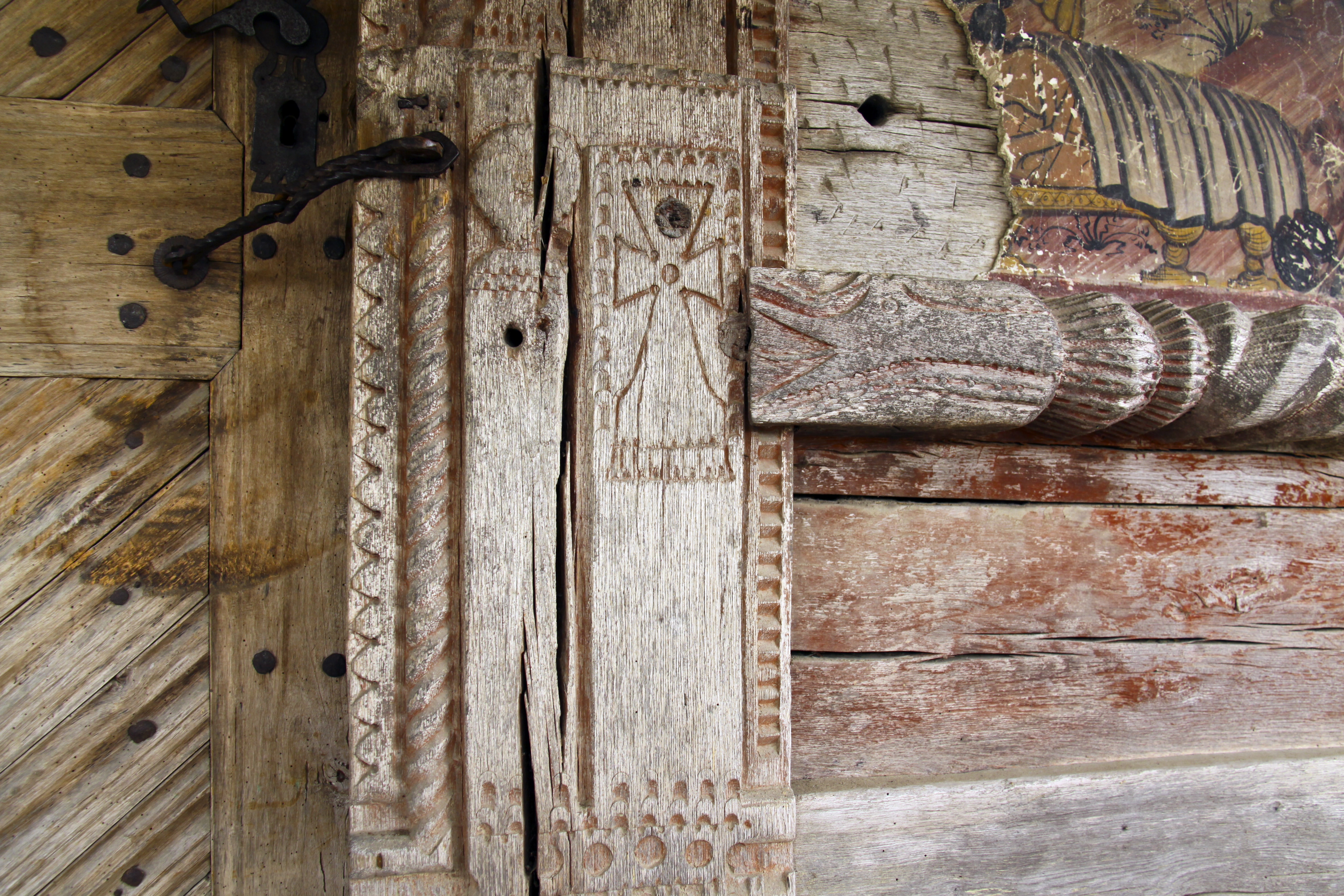
Detaliu sculptat la intrare, foto: aprilie 2010

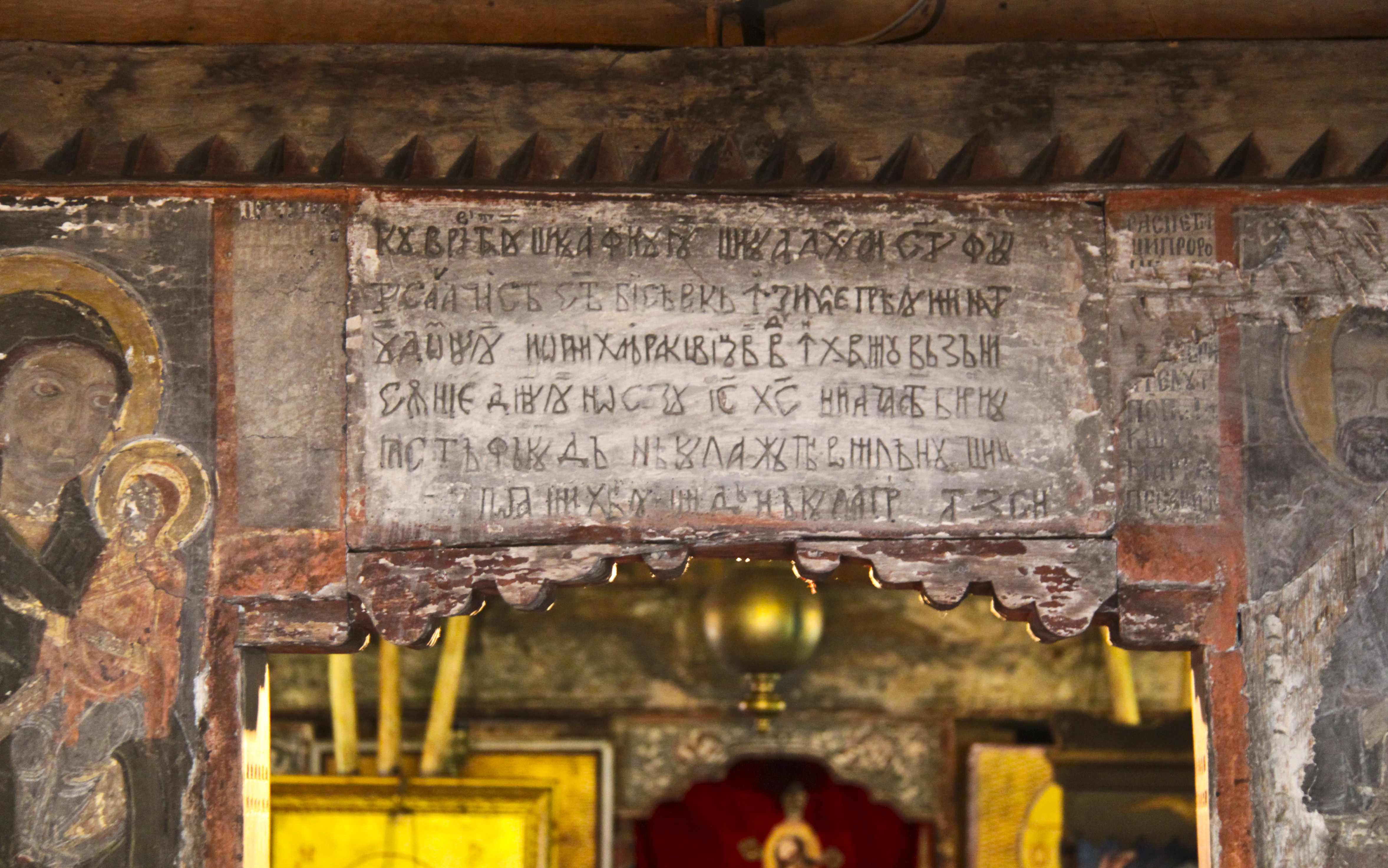
Pisania de la 1742, foto: aprilie 2010

Biserica de lemn din Jupânești cu hramul „Înălțarea Domnului” a fost ridicată în satul cu același nume în anul 1742. Aceasta este una dintre cele mai bine cunoscute biserici de lemn din Muntenia, îndeosebi pentru sculptura puternic profilată în jurul intrărilor și ferestrelor precum și a brâului median și a consolelor cu capete de cai. Biserica se află pe noua listă a monumentelor istorice sub codul LMI:  AG-II-m-A-13714.

## Istoric
Din amintirea sătenilor, biserica actuală ar fi fost construită în locul altei biserici de lemn, în care a slujit și Popa Vladu, pomenit într-un hrisov din 1636 dat de Matei Basarab satului Jupânești. Bisericuța a fost demontată numai după ce a fost terminată actuala biserică, iar lemnăria a fost scoasă și folosită, după cum se spune, la intrarea noii biserici.
Începutul acestui lăcaș a fost consemnat într-o inscripție peste intrarea în naos: „Cu vreare Tatălui și cu a Fiului și cu a Duhului Sfânt făcutusau acistă s[fân]tă bisearică în zilele prea luminatului Domn Io Mihai Racoviță Voievod în hramu Văzănisianie D[om]nului nostru Is Hs și această biserică iastea făcută dă Necula Jupăn Romleanu și dă Popa Mihăilu și dă Nicula Gr, l[ea]t 7250”.
Anul ridicării construcției, după cronologia actuală, este 1742. Dintre ctitori, Necula Eneotu, zis Grecu, a fost un negustor bogat din Tămășești. El a strâns avere in Jupânești cu care a finanțat construcția. Alt ctitor a fost Necula Râmleanu, cumnat cu Popa Mihăilă, preotul satului.
O parte din icoane sunt datate din 1822, 1826, 1828 sugerând o înzestrare mai semnificativă a lăcașului în acea perioadă cu un rând nou de odoare. Biserica a fost prelungită ulterior, posibil spre mijlocul sau în a doua jumătate a secolului 19, cu un pridvor larg în fața intrării, ridicat sub forma unui turn foișor deschis, folosit și pentru clopote. Prelungirea bisericii cu acest pridvor s-a făcut din nevoia de a crea un mic loc de adunare unde sătenii să discute problemele obștii și să guste în tihnă din prinosuri la diferite praznice. Aici trebuiau preoții să învețe copiii satului să scrie și să citească, acest loc fiind prima școală a satului. Odată cu ridicarea pridvorul au fost tencuiți și pictați pe alocuri pereții din jurul intrărilor și de la proscomidie. În pomelnicul pictat la proscomidie sunt însemnați ctitorii acestei semnificative renovări. Primul dintre ctitorii însemnați este Barbu, cel care apare și pe lespedea de mormânt din pronaos: „Supt aciastă piatră odihnesc [oase]le robului lui Dumnezeu Bar[bu] 18.0”.
În anul 1892, cu ocazia împlinirii a 150 de ani de la ridicare, biserica a fost declarată monument istoric, la stăruința preotului Ion Bucurescu. Biserica a fost restaurată în 1959.

## Arhitectura
Biserica este construită, în întregime, din bârne de stejar late, care ajung, în unele cazuri, la 45-50 de cm. și la o grosime de maximum 14 cm, fiind îmbinate, ca majoritatea caselor țărănești în coadă de rândunică, acoperișul este realizat din șiță, excepție făcând, doar, pardoseala, unde au fost folosite lespezi de piatră. Se observă o diferență de elevație dintre corpul bisericii (nava) și clopotnița așezată pe pridvor, dovadă că a fost adăugată ulterior construirii bisericii. Tipic pentru acest gen de biserică este clopotnița așezată pe pridvor, în general, la bisericile din piatră sau lemn, clopotnița fiind poziționată pe naos.
Ancadramentul ferestrelor este decorat cu motivul funiei răsucite, element întâlnit și de jur împrejurul navei bisericii, iar fresca din pridvor este o reprezentare a raiului și iadului. Catapeteasma este originală, doar o parte din icoanele acesteia fiind din secolul al XVIII-lea.
În mod evident, această biserică, din multe puncte de vedere, nu iese din cadrul stilistic caracteristic bisericilor din Țara Românească, planul său fiind simplu, adică alcătuit din nava dreptunghiulară, despărțirea dintre naos și pronaos făcându-se printr-un perete din lemn. Partea de apus, la fel ca celelalte biserici din lemn, este precedată de pridvor.
Important de punctat este faptul că bisericile de lemn având, aproape întotdeauna aspectul unei case de locuit, demonstrează că, astfel, cum țăranul român era arhitectul propriei sale case, așa era și arhitectul bisericilor din comunitatea în care locuia. Prezentarea acestui lăcaș de cult va face trecerea de la arhitectura religioasă la cea tradițională într-o manieră liniară, apreciind, încă odată, că marile capodopere, în cazul de față, aproape, anonime, pot oglindi modestia și liniile arhitecturale simple, în detrimentul grandorii și al amplei ornamentații tipice unui anumit curent sau val cultural.

## Imagini exterioare

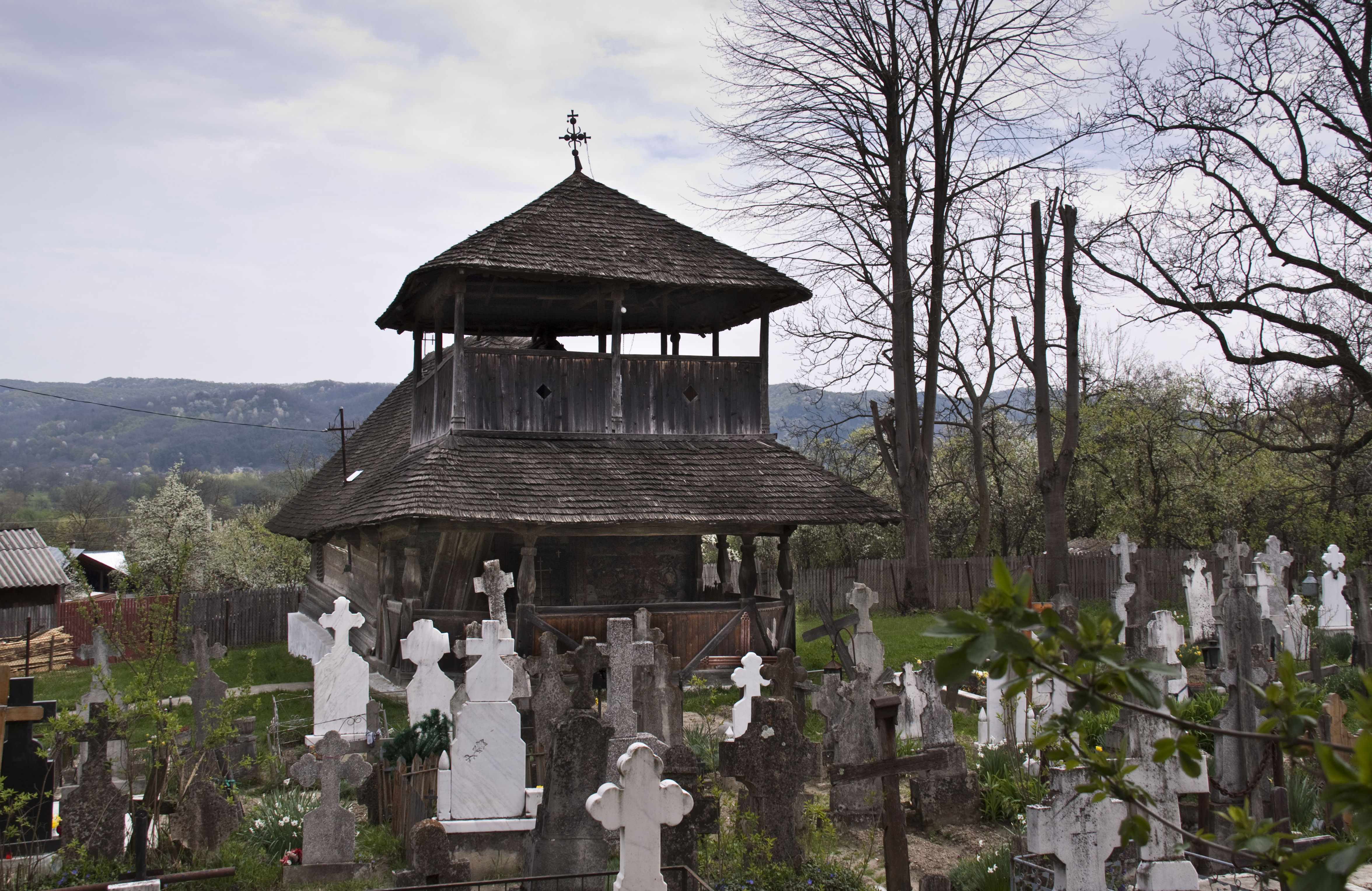
vest
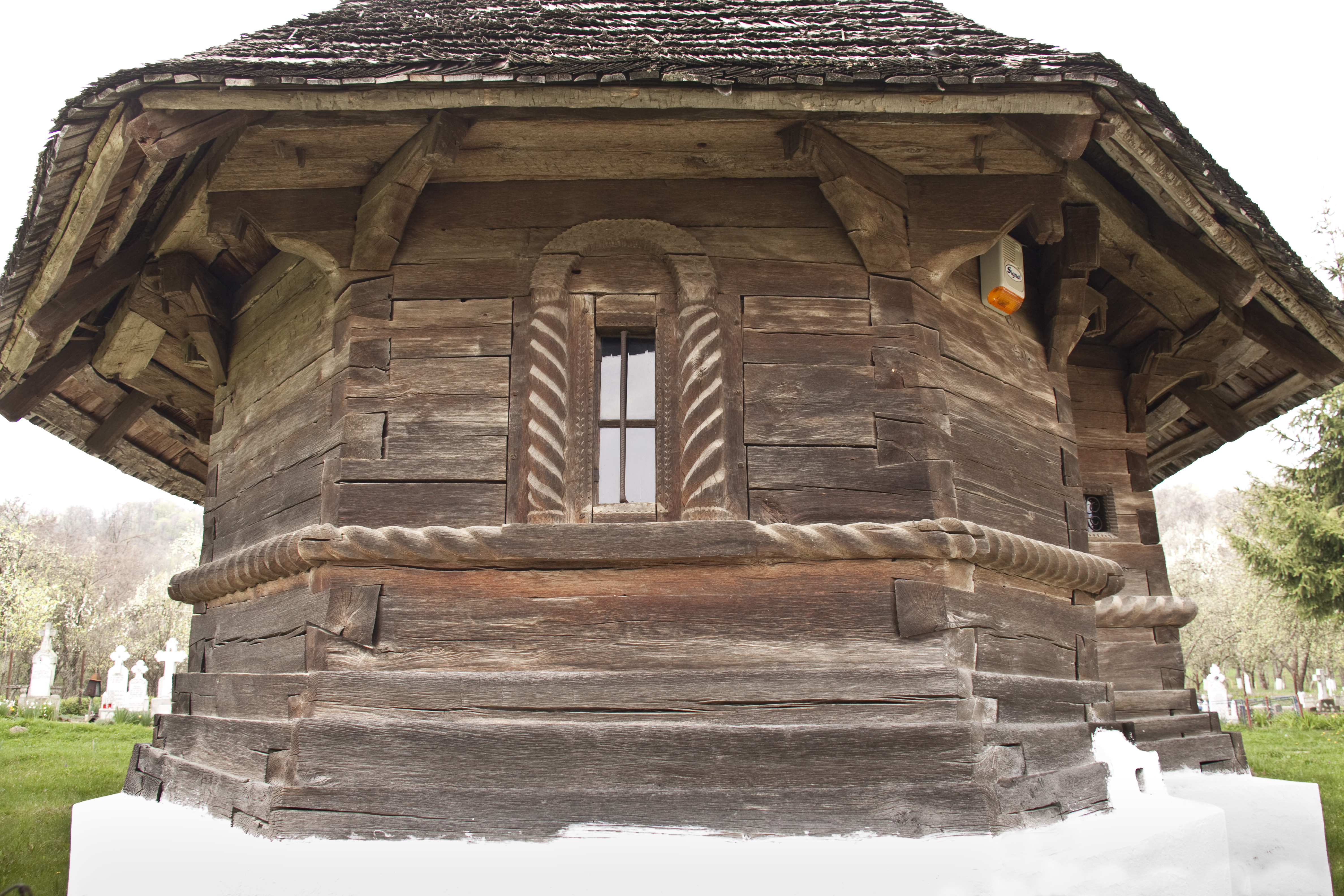
dosul altarului
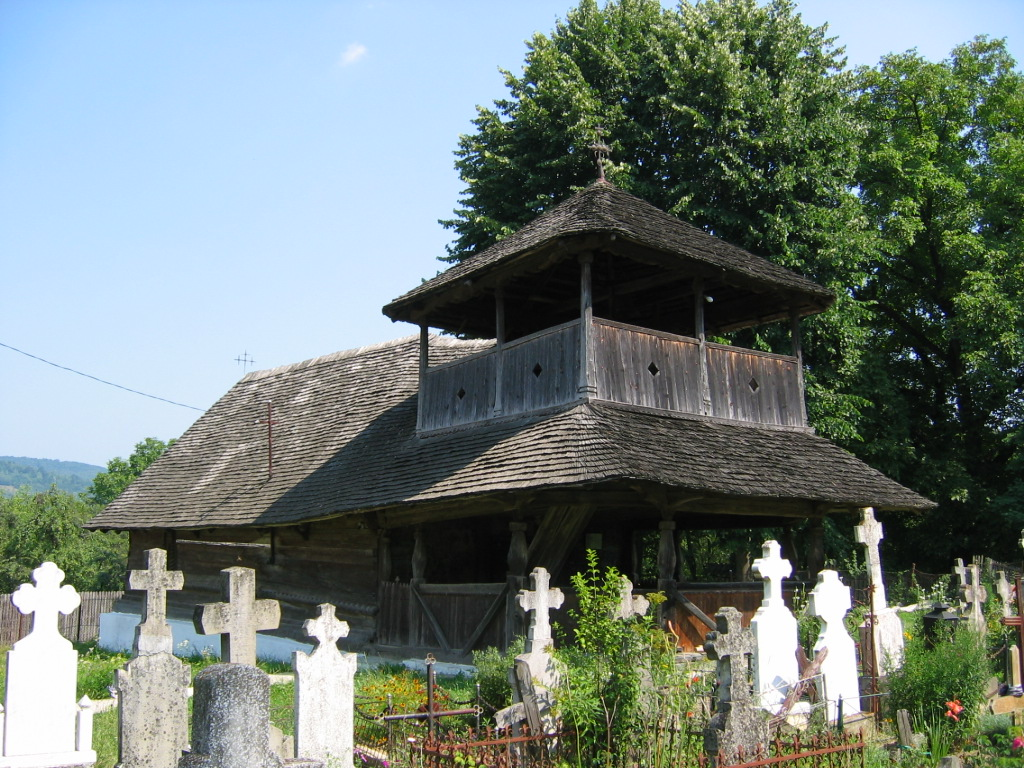
sud-vest
pictura murală la intrare
turnul clopotniță
fereastră originală
consolă cu cap de cal
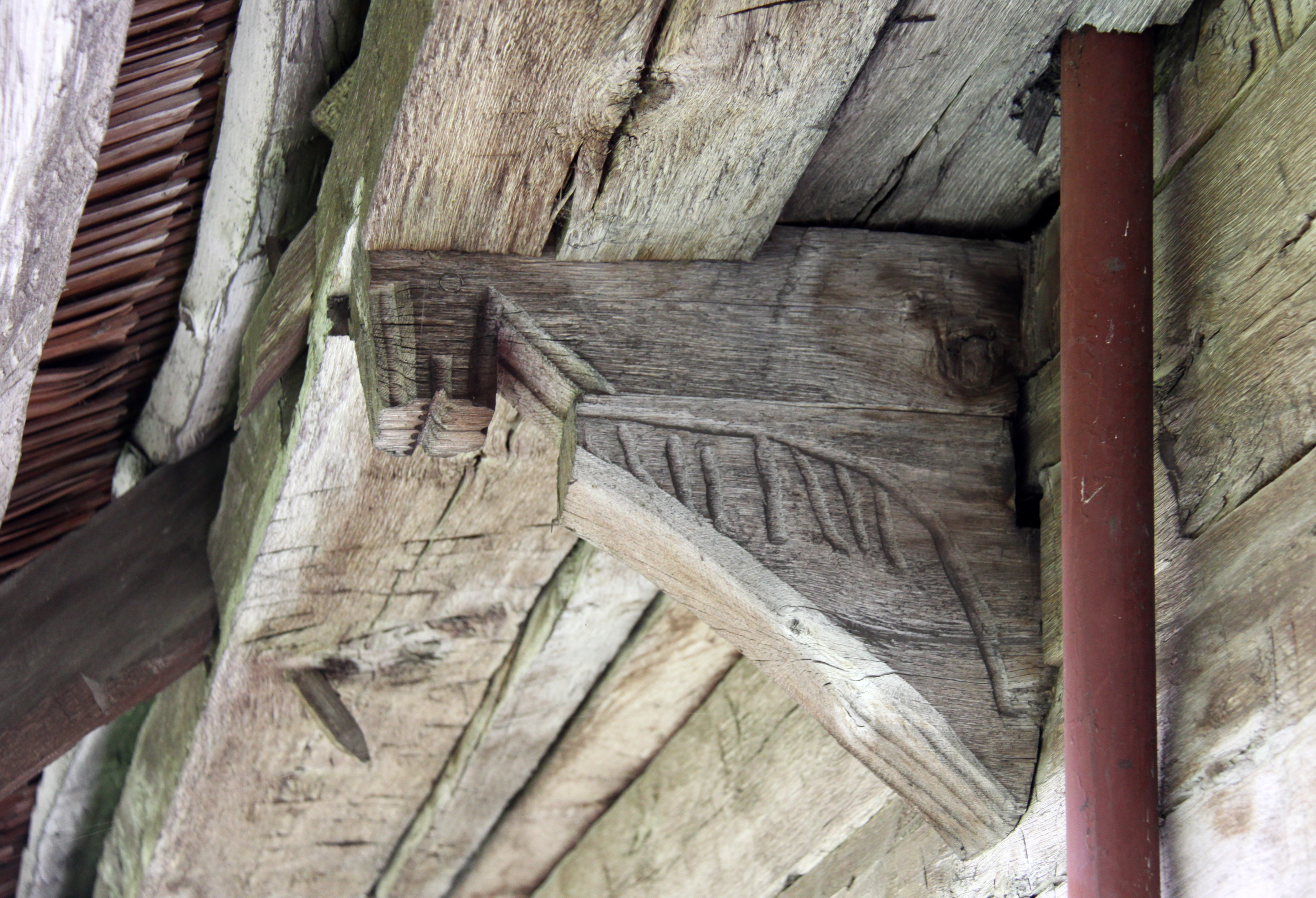
consolă cu cap de cal, nord
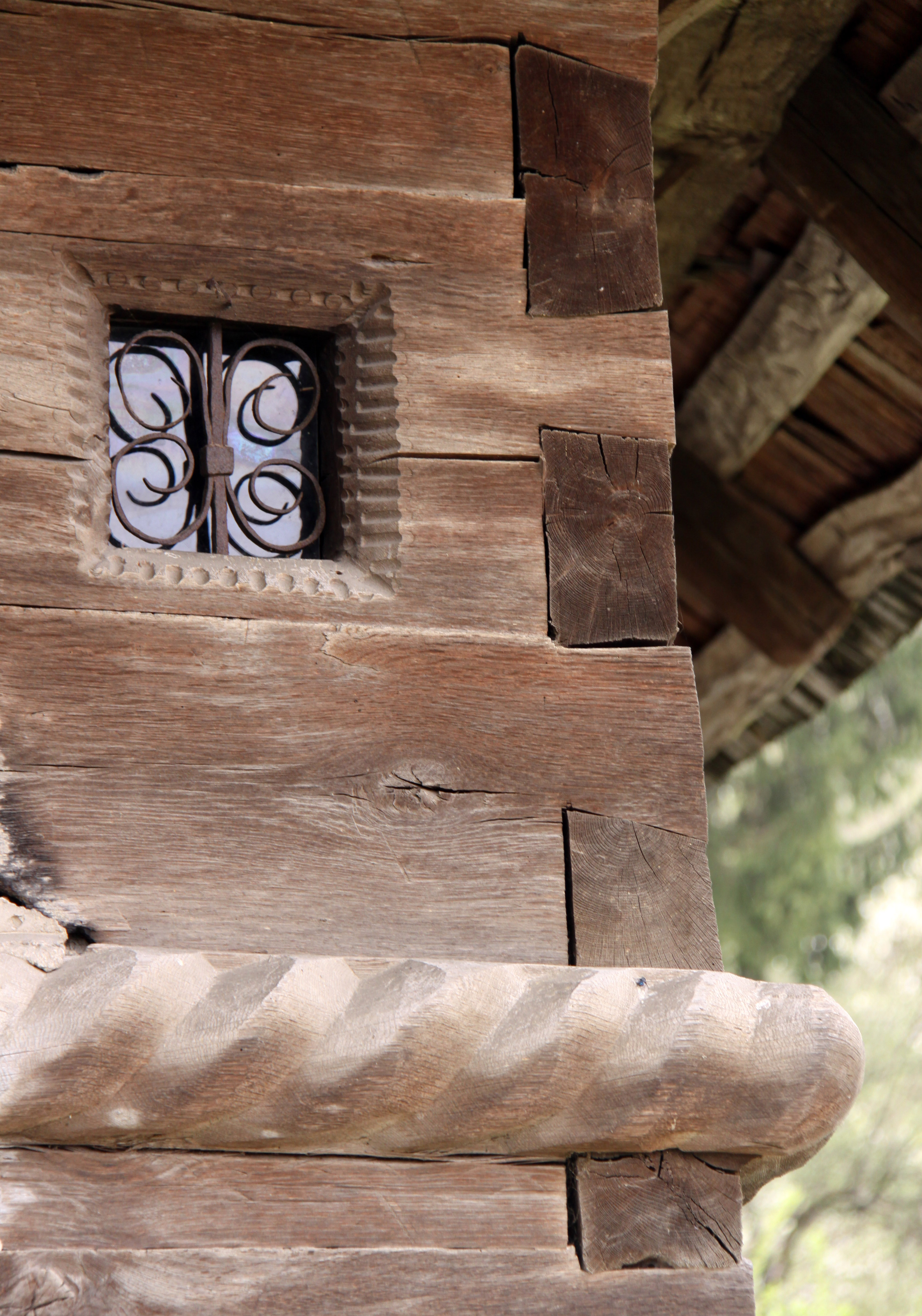
fereastră proscomidie
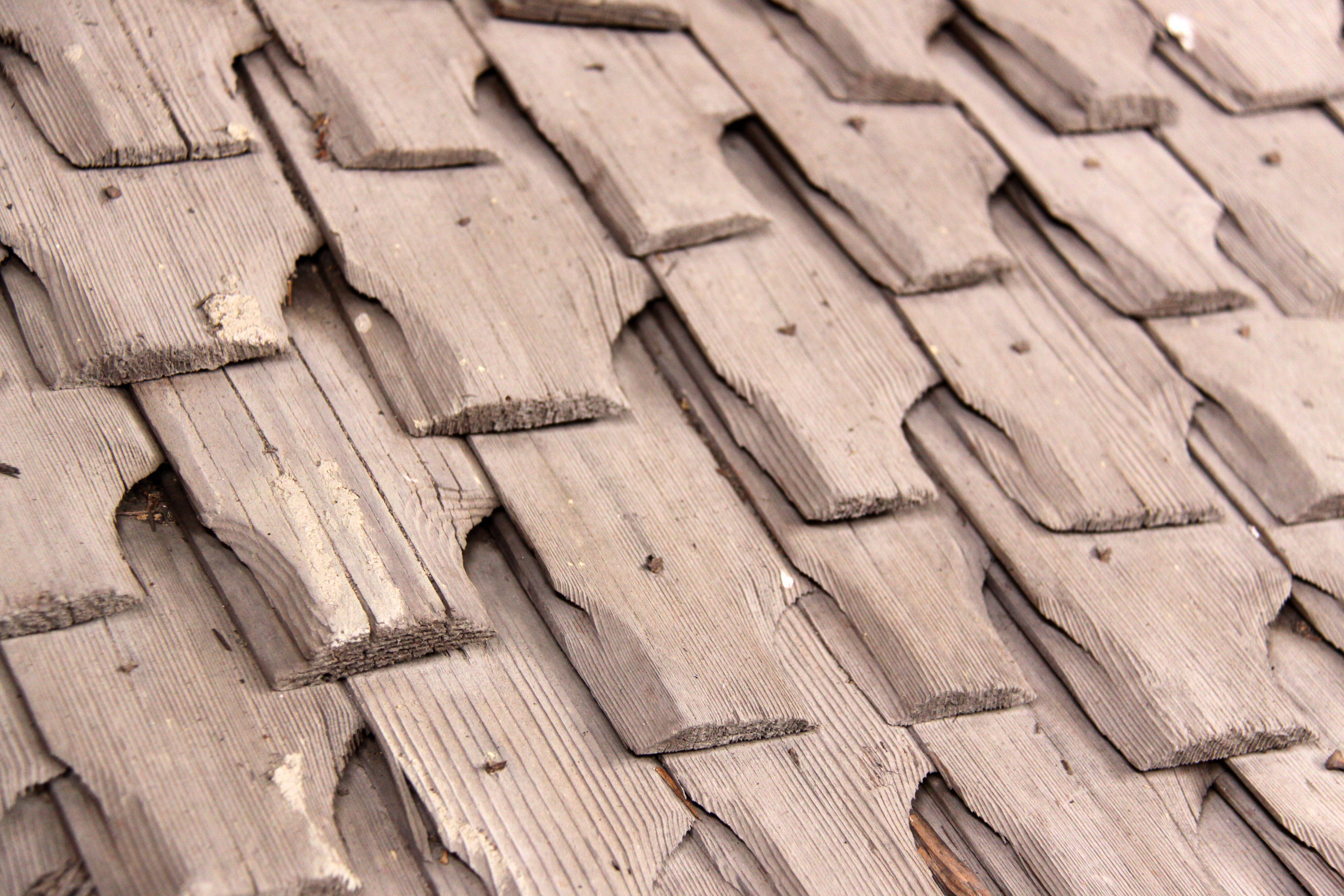
șindrilă horjită bătută în cuie de fier

## Imagini interioare

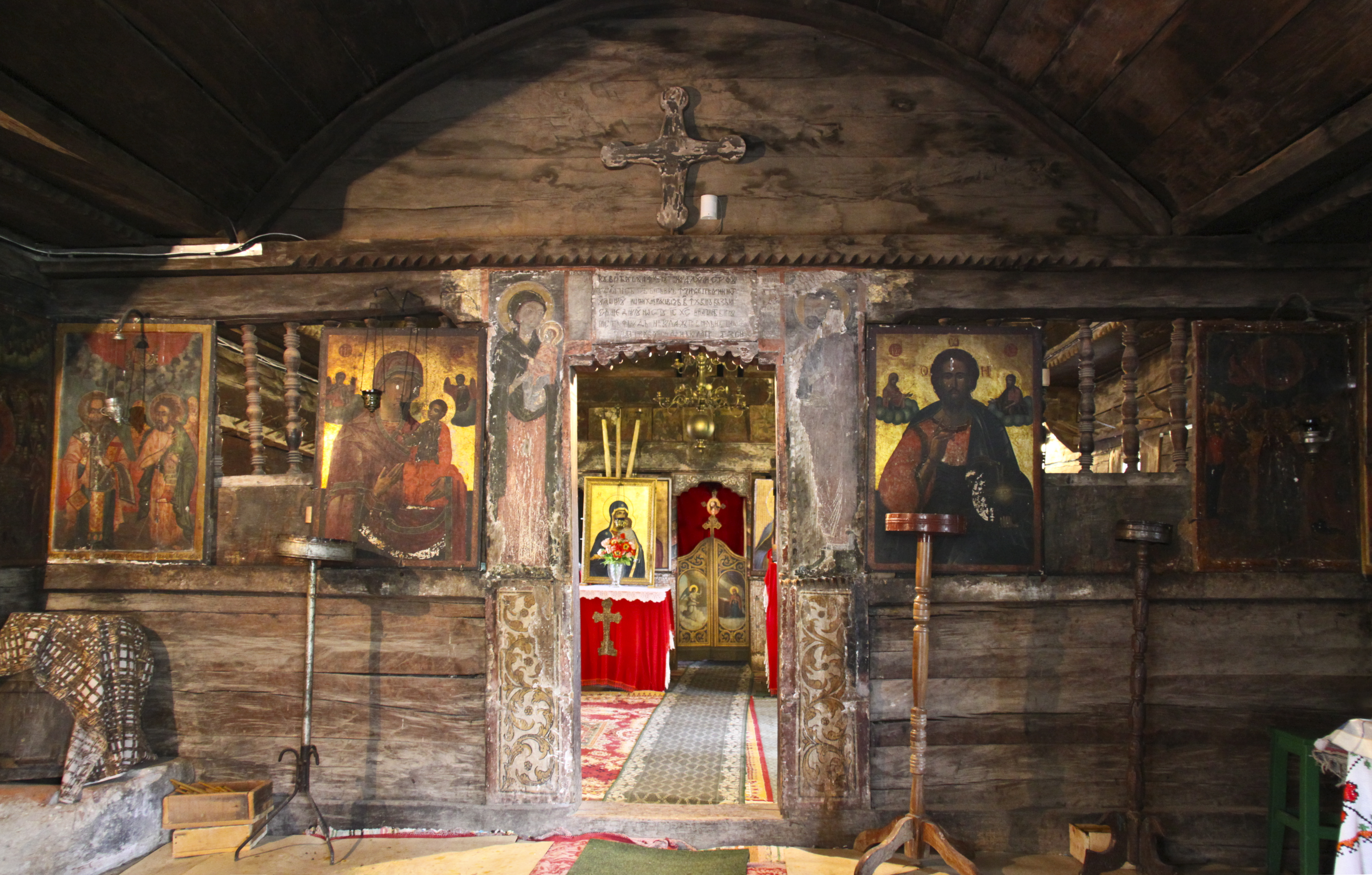
pronaos
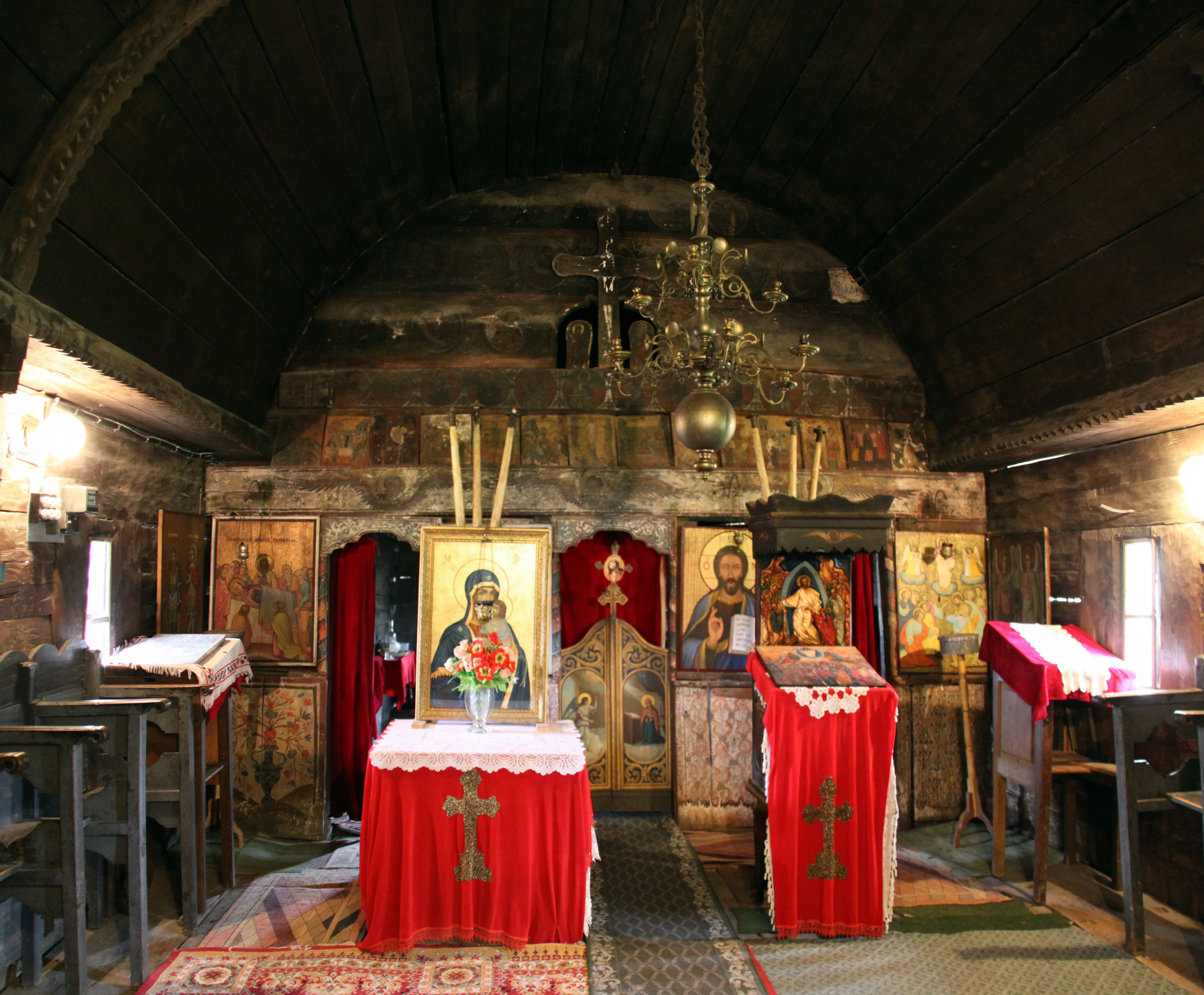
naos
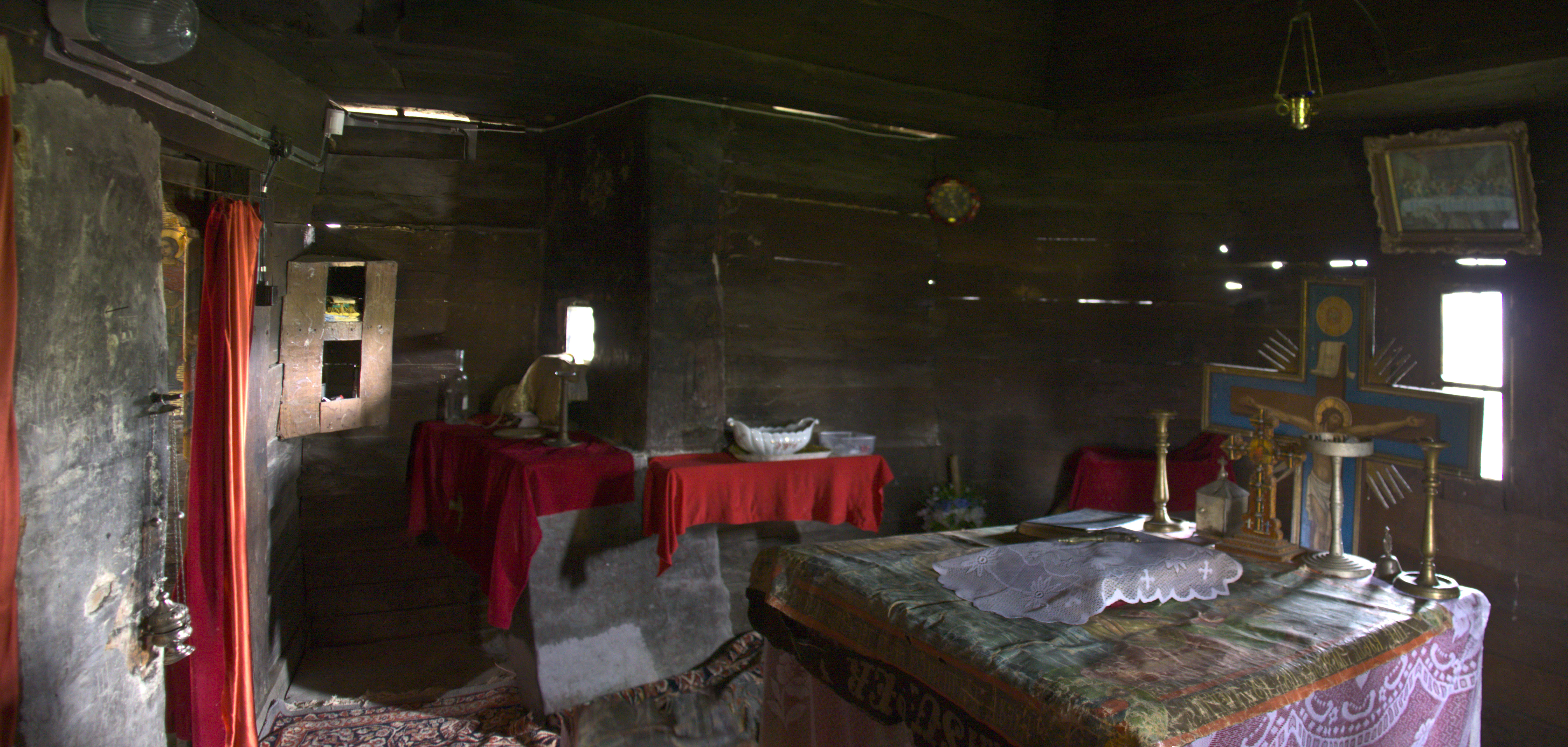
altar
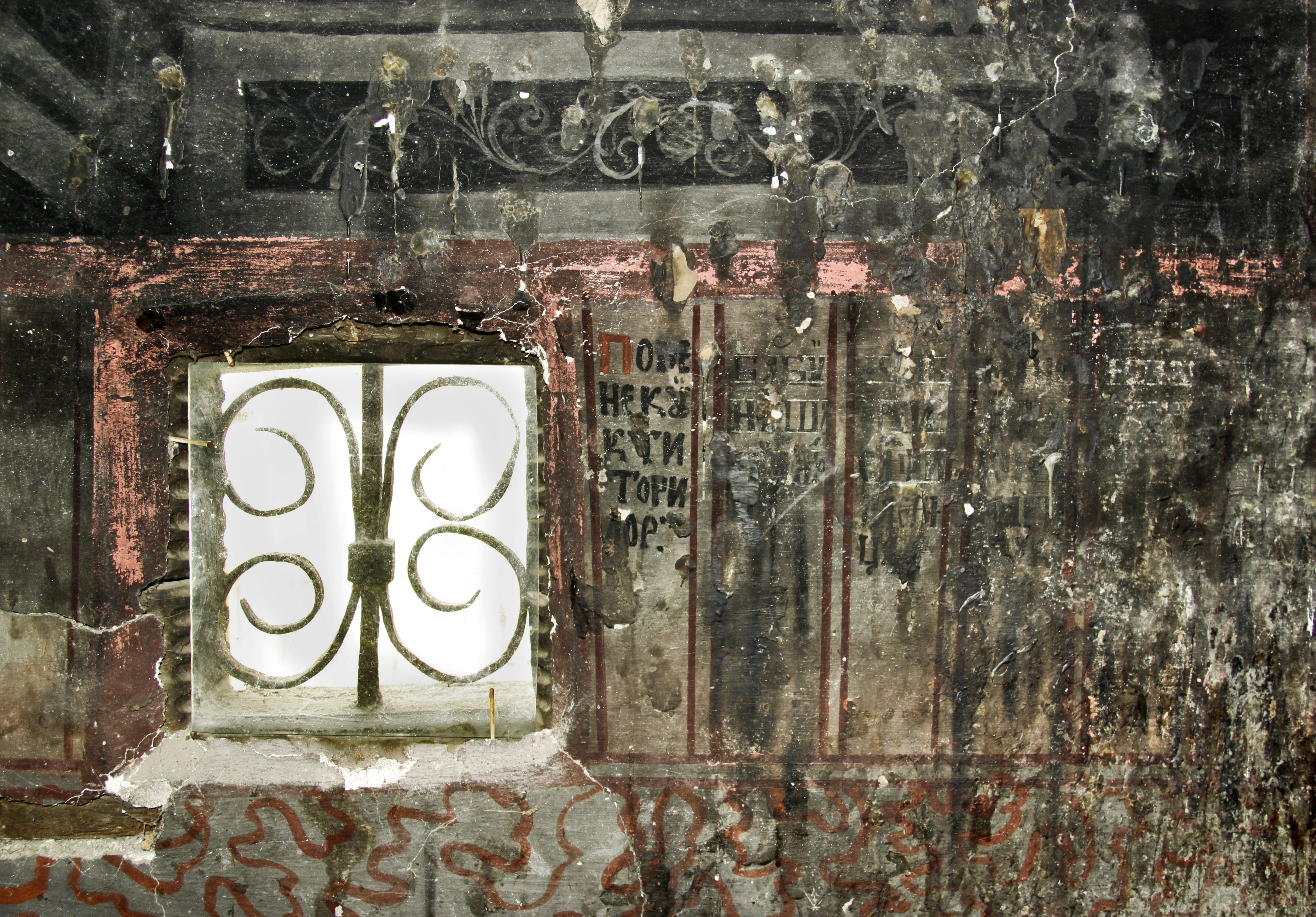
pomelnic la proscomidie
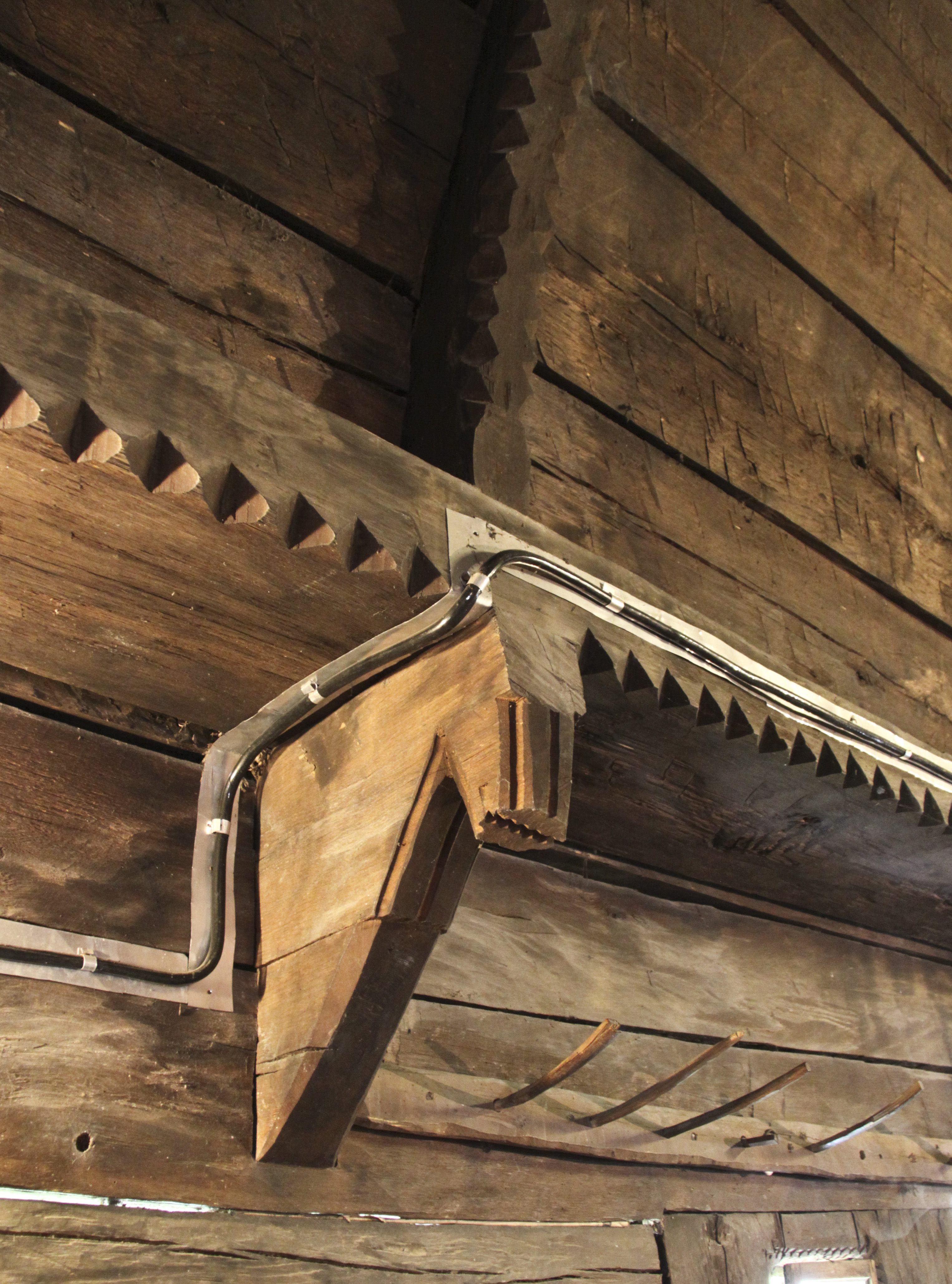
consolă în naos
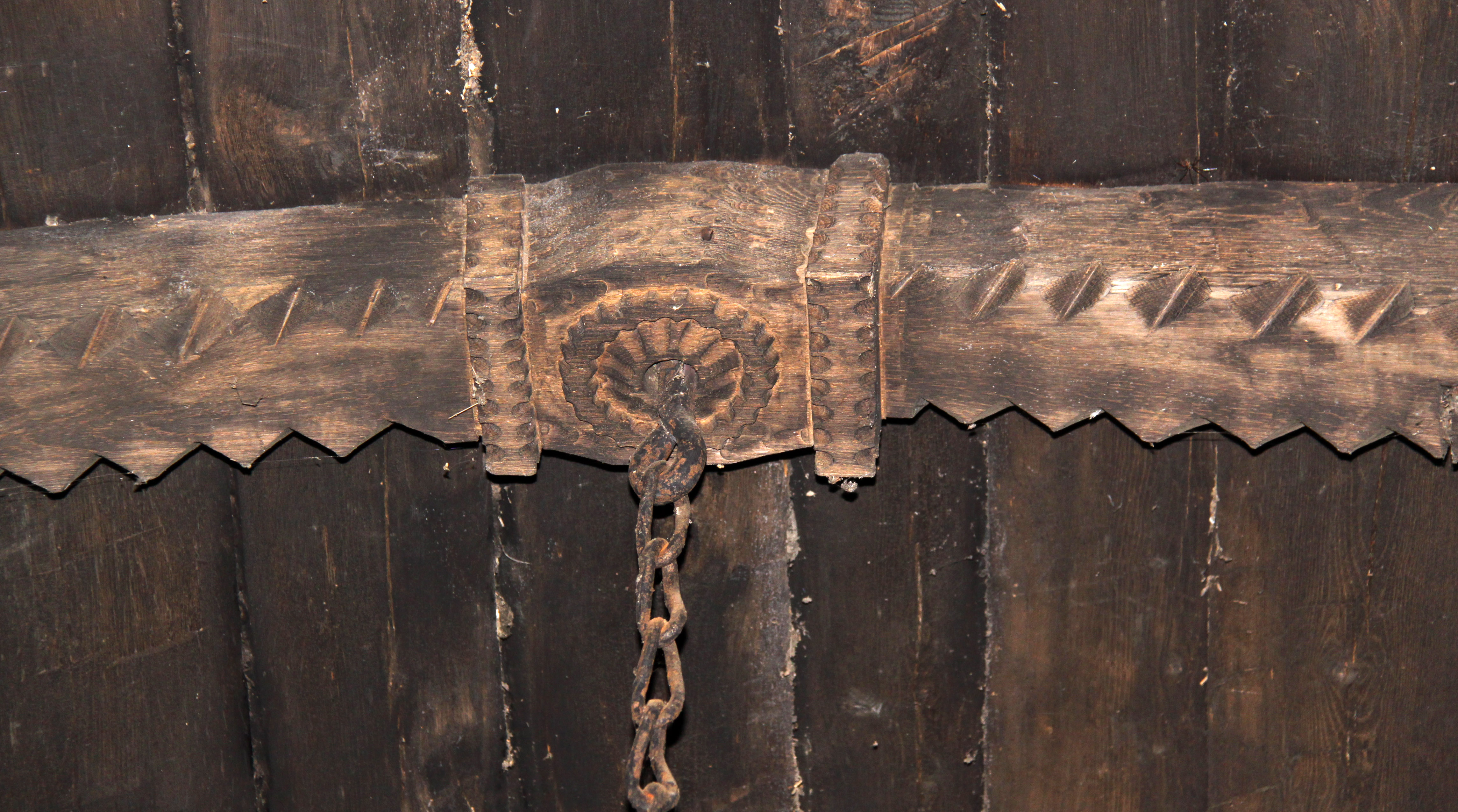
arc de boltă în naos
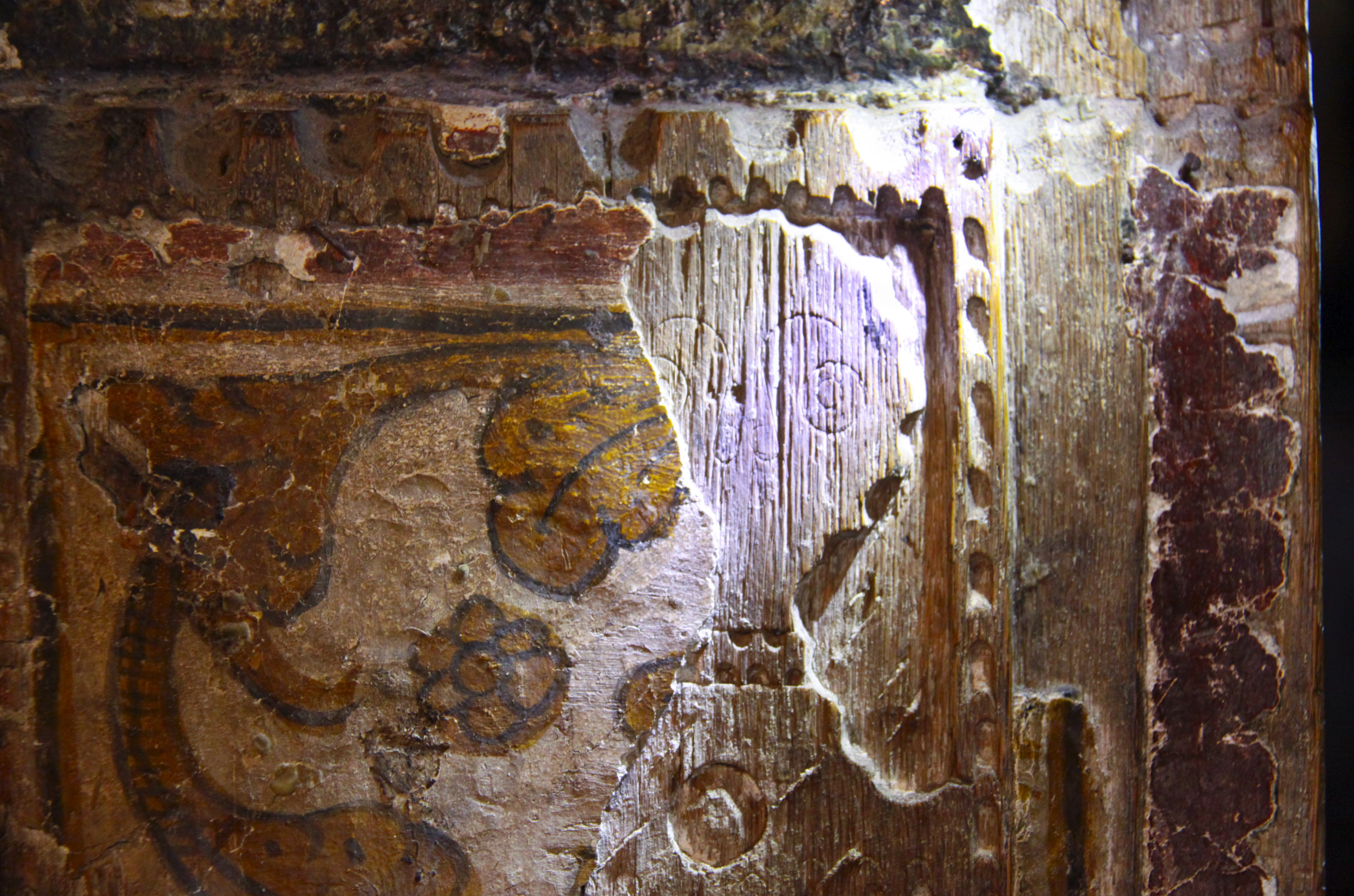
detaliu portal interior
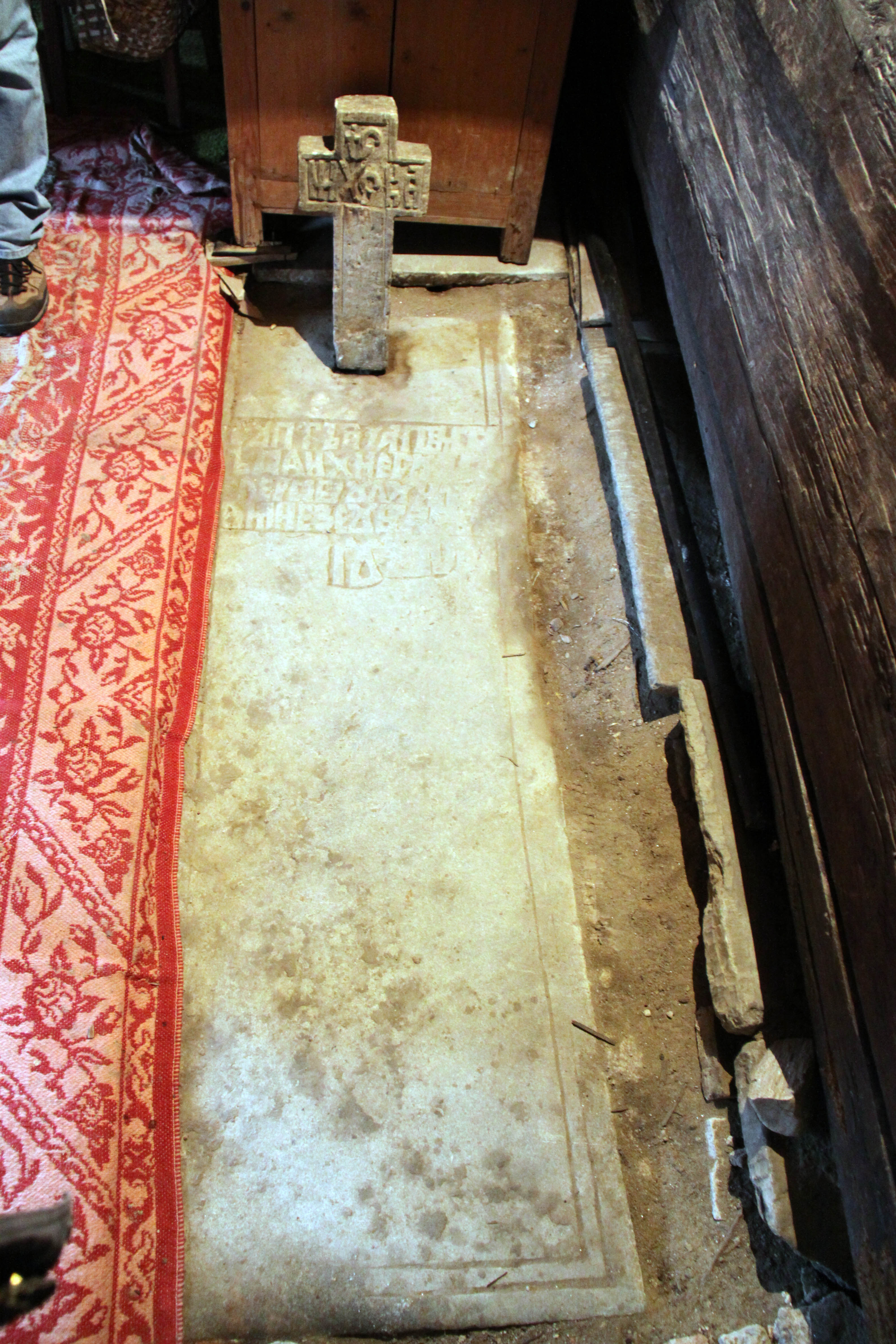
mormânt de ctitor în pronaos
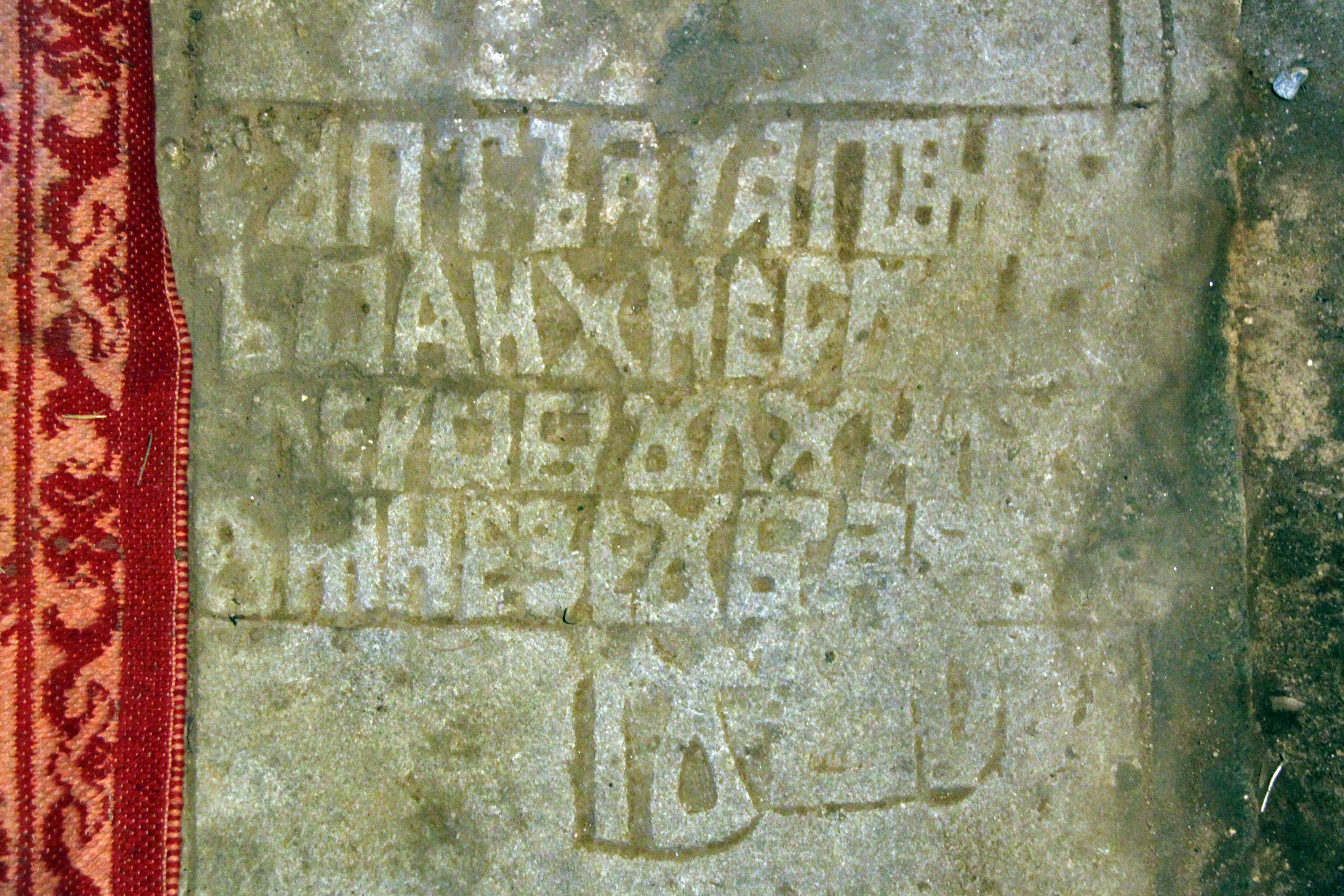
inscripție pe mormânt în pronaos